# Достойный (эсминец)
«Достойный» — эскадренный миноносец (контрминоносец) типа «Деятельный».

## История строительства
Эскадренный миноносец заложен в 1905 году на стапеле «Невского судомеханического завода» в Санкт-Петербурге по заказу Морского ведомства России. 2 (15) апреля 1905 года зачислен в списки судов Балтийского флота, спущен на воду 7 (20) июля 1907 года, вступил в строй 22 ноября (5 декабря) 1907 года. 27 сентября (10 октября) 1907 года официально причислен к подклассу эскадренных миноносцев.

## История службы
В 1914 году «Достойный» прошёл капитальный ремонт. Принимал участие в Первой мировой войне, участвовал в обороне Рижского залива, нёс дозорную и конвойную службу, выставлял минные заграждения, участвовал в противолодочной обороне главных сил флота. Принимал участие в Ирбенской (1915) и Моонзундской (1917) операциях. Участвовал в Февральской революции. С 25 октября (7 ноября) 1917 года в составе Красного Балтийского флота. 12 апреля 1918 года по причине невозможности проводки во льдах оставлен в Гельсингфорсе и в переходе флота из Гельсингфорса в Кронштадт участия не принимал. Интернирован германскими войсками. По условиям Брестского мирного договора и Гангеуддского соглашения 5—7 мая 1918 возвращён РСФСР и переведён в Кронштадт. После перехода находился в резерве. 18 июля 1919 года эсминец перевели из резерва в состав Онежской военной флотилии. 23 сентября 1919 года за участие в контрреволюционной организации Кронштадта большевиками был расстрелян командир эсминца Тахтарев В. М. 20 октября этого же года эсминец был отправлен по Мариинской водной системе из Петрограда на Волгу, 17 июня 1920 он прибыл в Астрахань и вошёл в состав Волжско-Каспийской военной флотилии.
5 июля 1920 «Достойный» вошёл в состав Морских сил Каспийского моря. В декабре 1920 года участвовал в боях в районе Ленкорани. 31 декабря 1922 года корабль был выведен из боевого состава и сдан Бакинскому военному порту на хранение. 21 ноября 1925 года исключён из списков кораблей РККФ в связи с передачей Комгосфондов для разоружения, демонтажа и разделки на металл

## Командиры
- 1909—1910 — флигель-адъютант М. М. Весёлкин[2]
- 1910 — капитан 2-го ранга Р. И. Берлинг
- 1911 — старший лейтенант В. И. Дмитриев[3]

## Интересные факты
В 1922 году в Баку для исполнения «Симфонии Гудков» Арсения Авраамова на «Достойном» смонтировали так называемую паровую гудковую магистраль – уникальный музыкальный инструмент из паровых гудков.